# Rockwood (Virginie)
Pour les articles homonymes, voir Rockwood.
Rockwood est une census-designated place située dans le comté de Chesterfield, dans l’État de Virginie, aux États-Unis. Lors du recensement de 2020, elle comptait 8 685 habitants.